# Lièvre de marche
Pour plus de détails, voir Fiche technique et Distribution.
Lièvre de marche (Forward March Hare) est un court métrage d'animation de la série américaine Looney Tunes, réalisé par Chuck Jones et sorti le 14 février 1953, qui met en scène Bugs Bunny.